# مايكل بارنز (متسابق دراجات النارية)
مايكل بارنز (بالإنجليزية: Michael Barnes)‏ مواليد 21 أكتوبر 1968 في كونيتيكت، الولايات المتحدة، هو متسابق دراجات نارية أمريكي. نافس في بطولة العالم للموتو جي بي.

## روابط خارجية
- مايكل بارنز على موقع WorldSBK.com (الإنجليزية)